# Macrothemis rupicola
Macrothemis rupicola is een libellensoort uit de familie van de korenbouten (Libellulidae), onderorde echte libellen (Anisoptera).
De wetenschappelijke naam Macrothemis rupicola is voor het eerst geldig gepubliceerd in 1957 door Rácenis.